# Wilchiwci (obwód lwowski)
Wilchiwci (ukr. Вільхівці; hist. Cucułowce) – wieś na Ukrainie, w obwodzie lwowskim, w rejonie stryjskim (do 2020 roku w rejonie żydaczowskim). W 2001 roku liczyła 442 mieszkańców. 

## Historia
W II Rzeczypospolitej do 1934 roku wieś stanowiła samodzielną gminę jednostkową w powiecie żydaczowskim w woj. stanisławowskim. W związku z reformą scaleniową została 1 sierpnia 1934 roku włączona do nowo utworzonej wiejskiej gminy zbiorowej gminy Żydaczów w tymże powiecie i województwie. W latach 1943–1944 nacjonaliści ukraińscy z OUN-UPA zamordowali tutaj 17 Polaków, grabiąc i paląc polskie gospodarstwa. Po wojnie wieś weszła w struktury administracyjne Związku Radzieckiego.

## Pałac w Cucułowcach
W miejscowości znajdował się pałac wybudowany w latach 1706-1710 przez koniuszego wielkiego koronnego Jerzego Stanisława Dzieduszyckiego. Pałac został wzniesiony, wg projektu autora założenia Filipa Pertiego, z drewna sosnowego i w założeniu miał nie przetrwać fundatora, który zniechęcony niepowodzeniami nie uczestniczył w życiu politycznym. Małżeństwo Dzieduszyckich nie doczekało się potomka, a pałac powstał nie w rodzinnym, przekazywanym z pokolenia na pokolenie niedalekim Sokołowie, lecz w Cucułowcach będących jedynie królewszczyzną. Przesądziło to o nietrwałości całego założenia. Parterowy pałac z mezzaninem miał fasadę ozdobioną dekoracjami snycerskimi i stiukowymi. Wśród pokrytych boazeriami wnętrz wyróżniała się sala ozdobiona siedmioma biustami antenatów (na wysokich postumentach) i umieszczonymi na ścianach medalionami. W niektórych pomieszczeniach (gabinety) znajdowały się festony oraz zwierciadła, a pilastry podziałów  wewnętrznych zdobiły złocone konchy z maszkaronami. Dekorację sztukatorską i malarską uzupełniał wyrażony poprzez inskrypcje umieszczane  w poszczególnych pomieszczeniach program literacki, gloryfikujący zarówno postawy heroiczne, jak i w przeważającym stopniu stoickie, głównie z Listów Horacego. Założenie tworzył zespół budynków zgrupowanych wokół głównego pałacu, w skład którego wchodziły bardzo rozbudowane założenia ogrodowe. 
Centrum ideowym założenia była kaplica św. Benedykta usytuowana „na bramie”. Kaplica rzymskiego męczennika była dostępna dla wiernych -  w 1714 r. abp lwowski Jan Skarbek wydał dokument pozwalający na publiczny kult relikwii). Kaplica św. Benedykta miała cztery okna, małą ambonę, dwa klęczniki oraz niewielki pozytyw organowy; oświetlenie zapewniały dwa żyrandole oraz cztery mniejsze lampy. Ściany ozdabiało blisko dwadzieścia obrazów. Pozostałe kaplice nosiły wezwania Krzyża Świętego („Krucyfiksu”), Najświętszej Marii Panny i Najświętszego Salwatora. Być może  również znajdowały się w podobnych miejscach (basztach bramnych?). 
W rezydencji znajdowała się biblioteka licząca ponad 3565 tomów. Księgozbiór został podzielony na działy w językach łacińskim, polskim, francuskim, włoskim, dodatkowo znalazły się tam druki hiszpańskie i niemieckie.
Ogród cucułowiecki był kompozycją osiową, złożoną z dwóch wnętrz ogrodowych z fontannami w centrum; przynajmniej jedną z nich otaczało zakomponowane (zapewne na sztucznych tarasach) amfiteatralne obejście.
Po pałacu nie było już śladu w połowie XIX wieku.

## Urodzeni
- Aleksander Mniszek-Tchorznicki